# Beira (mitologia)
Beira nella mitologia scozzese è considerata una dea dell'inverno e la madre degli dei e delle dee.
La dea è protagonista di una delle geogonie celtiche e occupa il ruolo che nella mitologia greca è della divinità Gea e nella mitologia nordica della dea Jǫrð.